# Pseudagrion bicoerulans
Pseudagrion bicoerulans är en trollsländeart som beskrevs av Martin 1907. Pseudagrion bicoerulans ingår i släktet Pseudagrion och familjen dammflicksländor. IUCN kategoriserar arten globalt som sårbar. Inga underarter finns listade i Catalogue of Life.